# 鯊魚週
探索頻道的《鯊魚週》是為期一週、有關鯊魚的一系列節目，於1987年7月17日首播，而之後也在每年7月或8月時段播出。《鯊魚週》原是為了提起民眾對鯊魚捕殺問題的關注，是有紀錄以來歷史最悠久的有线电视活動。如今，《鯊魚週》於超過72個國家播出，並透過Facebook和Twitter等社群媒體大肆宣傳。
2021的《鯊魚週》於8月23日首播，於8月29日結束，並由 MyVideo 於2021年8月30日上架播出。

## 播出時間
| 頻道/影音 | 所在地 | 播出日期      | 播出時間                | 備註 |
| 探索頻道  | 臺灣   | 2021年8月23日 | 每日 20:00 首播，共七集 |      |
| MyVideo   | 臺灣   | 2021年8月30日 | 每日上架一集，共七集    |      |

## 播映
2000年，探索頻道播映《解放鯊魚週》，節目由知名動物學家奈吉爾·馬文主持。同年，探索頻道發放六百萬份普耳弗里希實體鏡給位於美國與加拿大的觀眾，因節目在介紹史前巨鯊的橋段中包含3D畫面。
2005年，探索頻道知名節目《流言終結者》的主持人亚当·萨维奇及杰米·海纳曼主持了該年的《鯊魚週》，節目首映為長達兩小時的《流言終結者之大白鯊特集》。
2006年，《幹盡苦差事》主持人麥可·羅擔起了主持人的任務，而節目中有兩集《幹盡苦差事》特集。同年，探索頻道在马里兰州銀泉的總部為了慶祝鯊魚週，在建築物的支架上搭了鯊魚頭及鯊魚尾巴，使得大廈看起來像條巨大的鯊魚。
2007年，探索頻道慶祝《鯊魚週二十週年》，並邀請现代鲁宾逊的主持人莱斯·史特劳主持節目。
2008年的《鯊魚週》於7月27日首播，於8月2日結束，由《流言終結者》與麥可·羅共同主持。該年首映為《流言終結者》的鯊魚特輯，並由《幹盡苦差事》的鯊魚特輯接續播出。
2009年的《鯊魚週》於8月2日晚間首播。
2010年的《鯊魚週》由深夜秀的克雷格·费格斯主持，於8月1日首播，並新推出六集鯊魚特集。探索頻道總部大樓再次裝上了鯊魚裝飾，這次甚至將牠取名，名叫「小咬牙」（Chompie）該年的《鯊魚週》成為節目有史以來觀看人數最高的一次，一共有3080萬名觀眾。而《鯊魚週》也在當年成為歷史最悠久的有線電視活動。
2011年的《鯊魚週》於7月31日首播，由安迪·薩姆伯格主持，並包含七集特集。
2012年的《鯊魚週》由網路作家飛利浦·德佛朗哥主持，於美國中部時間8月12日晚間8點首映。而這次「小咬牙」睽違了一年，重新被佈置在探索頻道總部大樓的支架上。為慶祝該節目的25週年，探索頻道開放觀眾透過Facebook和Twitter投票，決定節目最後的機械巨牙鯊會將哪項物品壓碎。
2013的《鯊魚週》於8月4日星期日首映。該年首映為文獻電視片巨齒鯊大復活，主要在探討若巨牙鯊存在現代，會對海洋產生什麼影響。

## 主持人
以下列表為《鯊魚週》歷年來的主持人：
- 1987年至1999年、2002年、2003年：從缺
- 2002年：奈吉爾·馬文
- 2004年：超炫美式機車主持人
- 2005年：亚当·萨维奇及杰米·海纳曼
- 2006年、2008年：麥可·羅
- 2007年、2009年：莱斯·史特劳（英语：Les Stroud）
- 2010年：克雷格·费格斯
- 2011年：安迪·萨姆伯格
- 2012年：飛利浦·德佛朗哥（英语：Philip DeFranco）
- 2013年、2014年：喬希‧沃爾夫（英语：Josh Wolf (comedian)）
- 2015-2017年：艾利·羅斯
- 2018年：沙奎尔·奥尼尔

## DVD發行
| DVD名稱                                    | 發行年 | 集數 | 註解                                                                                       |
| ------------------------------------------ | ------ | ---- | ------------------------------------------------------------------------------------------ |
| Anatomy of a Shark Bite                    | 2004   | 1    | 《鯊魚週》特別集數。                                                                       |
| The Shark Week 20th Anniversary Collection | 2007   | 14   | 各種《鯊魚週》集數。                                                                       |
| Ocean of Fear                              | 2008   | 6    | 收錄2007年所有集數，為該活動的第20週年。                                                   |
| Shark Week: The Greatest Bites Collection  | 2009   | 9    | 收錄2008年所有集數，加上3集特集。                                                          |
| Shark Week: Jaws of Steel Collection       | 2010   | 8    | 收錄2009年所有集數，加上2集特集。DVD中有部長達兩小時的紀錄片，名為鲨海血危机，為該年首映。 |
| Shark Week: Restless Fury                  | 2011   | 8    | 收錄2010年所有集數                                                                         |

## 外部連結
- Discovery Channel's Shark Week （页面存档备份，存于）